# フレンズビート!
『フレンズビート！』は、TVアニメ『けものフレンズ2』のキャラクターソングアルバム。2019年6月19日にビクターエンタテインメントから発売された。

## 概要
「けものフレンズ」シリーズの関連楽曲としては前作『ようこそジャパリパークへ ～こんぷりーとべすと～』から1か月足らずでの発売。TVアニメ『けものフレンズ2』のオリジナルサウンドトラックと同時リリースされた。

## 収録内容
| #         | タイトル                                                             | 作詞           | 作曲         | 編曲                | 時間  |
| --------- | -------------------------------------------------------------------- | -------------- | ------------ | ------------------- | ----- |
| 1.        | 「ジャパリダンス！」(サーバルとカラカルとキュルル)                   | 小池龍也       | 田熊知存     | 田熊知存            | 3:58  |
| 2.        | 「ふたりはパンダ」(ジャイアントパンダとレッサーパンダ)               | やぎぬまかな   | やぎぬまかな | やぎぬまかな        | 3:50  |
| 3.        | 「アリツカゲラ不動産のテーマ」(アリツカゲラ)                         | 中村友、PA-NON | 中村友       | 中村友              | 0:40  |
| 4.        | 「だーよだーよマンボ」(アミーゴビースト)                             | 磯谷佳江       | 小野貴光     | 玉木千尋            | 3:55  |
| 5.        | 「なぜなぜ？フォレストの旅」(カタカケフウチョウとカンザシフウチョウ) | 南野どんぐり   | 宮原康平     | 久下真音            | 3:37  |
| 6.        | 「蝙蝠晩餐会」(ナミチスイコウモリ)                                   | みゆはん       | みゆはん     | 高田翼(Diosta inc.) | 3:56  |
| 7.        | 「ようこそぉ～ジャパリカフェへ～」(アルパカ・スリ)                   | だいすけP      | だいすけP    | だいすけP           | 4:30  |
| 8.        | 「ただいまを聞きたくて」(イエイヌ)                                   | 瀬名航         | 瀬名航       | 瀬名航              | 3:36  |
| 合計時間: | 合計時間:                                                            | 合計時間:      | 合計時間:    | 合計時間:           | 28:02 |

## 内容解説
- なぜなぜ？フォレストの旅
Gothic×Luckとしても活動する2人によるキャラクターソング。「Gothic×Luck 1st Anniversary～チャールズのかしのき～」をはじめとするGothic×Luckのライブで歌唱されている[3]。
- 蝙蝠晩餐会
ナミチスイコウモリは、アニメ「けものフレンズ2」において出番の少なかったキャラクターであったため、作詞・作曲・歌唱のみゆはんは、特性を深掘りして歌詞に織り交ぜた[4]。タイトルは、ナミチスイコウモリが餌を仲間に分ける習性から[5]。また、吸血蝙蝠からドラキュラの連想で、雷の音を楽曲に取り入れている[4]。
のちにみゆはんのオリジナルアルバム『ぷ。』にも収録された[6]。みゆはんのライブ『そくていまみれ』にて初歌唱された[7]。
- ようこそぉ～ジャパリカフェへ～
編作曲・作詞のだいすけPの出した案が却下されるなどタイトルの決定は難航しており、紆余曲折あり今のタイトルに落ち着いた経緯がある[8]。
フレンズたちがコーヒーカップを楽器にして曲に参加するイメージで、コーヒーカップの音を取り入れている[9]。また、コーヒーカップやケトル、スプーンの音は生録しており、その他の音源については、だいすけPによって公開されている（#外部リンク参照）。
パリのオープンカフェと、本編のアルパカ・スリの訛りのイメージから、ミュゼットワルツ風に編作曲[10]。また、楽曲の途中で、5拍子に変わる[11]。